# Liste der Kulturdenkmale in Allstedt
In der Liste der Kulturdenkmale in Allstedt sind alle Kulturdenkmale der Gemeinde Allstedt und ihrer Ortsteile aufgelistet. Grundlage ist das Denkmalverzeichnis des Landes Sachsen-Anhalt, das auf Basis des Denkmalschutzgesetzes des Landes Sachsen-Anhalt vom 21. Oktober 1991 durch das Landesamt für Denkmalpflege und Archäologie Sachsen-Anhalt erstellt und seither laufend ergänzt wurde (Stand: 31. Dezember 2024).

## Kulturdenkmale nach Ortsteilen

### Allstedt
| Lage                                                                     | Bezeichnung      | Beschreibung | Erfassungs- nummer | Ausweisungsart               | Bild           |
| ------------------------------------------------------------------------ | ---------------- | --- | ------------------ | ---------------------------- | -------------- |
| Katharinenrieth 1b (Karte)                                               | Mühle            | | 094 81538          | Baudenkmal                   | BW             |
| Am Schild 5 (Karte)                                                      | Wohnhaus         | | 094 84423          | Baudenkmal                   | BW             |
| Am Schild 10 (Karte)                                                     | Wohnhaus         | | 094 84424          | Baudenkmal                   | BW             |
| Am Schild 26 (Karte)                                                     | Wohnhaus         | | 094 84425          | Baudenkmal                   | BW             |
| Amthofstraße 1 (Karte)                                                   | Gutshof          | Amtshof | 094 84426          | Baudenkmal                   | BW             |
| Amthofstraße 3 (Karte)                                                   | Superintendentur | mit dem Gartenareal                                                                                             | 094 84427          | Baudenkmal                   | BW             |
| Bahnhofstraße 13 (Karte)                                                 | Wohnhaus         | | 094 84431          | Baudenkmal                   | BW             |
| Bahnhofstraße, Breite Straße (Karte)                                     | Feierhalle       | | 094 84428          | Baudenkmal                   | BW             |
| Bahnhofstraße, Breite Straße auf dem Friedhof                            | Gruft            | Voigt’sches Erbbegräbnis                                                                                        | 094 84429          | Baudenkmal                   |                |
| Bahnhofstraße, Breite Straße (Karte)                                     | Grabstein        | | 094 84430          | Kleindenkmal                 | BW             |
| Breite Straße 3 (Karte)                                                  | Rentamt          | | 094 84433          | Baudenkmal                   | BW             |
| Breite Straße 1, 2, 3, 4, 5, 6, 7, 8, 9, 10, 11, 13, 15, 17, 19 (Karte)  | Straßenzug       | | 094 84432          | Denkmalbereich               | BW             |
| Breite Straße 20, 20a, 22, 24, 26, 28, 30 (Karte)                        | Straßenzeile     | | 094 84435          | Denkmalbereich               | BW             |
| Breite Straße 25 (Karte)                                                 | Schule           | Thomas-Müntzer-Schule                                                                                           | 094 84434          | Baudenkmal                   | BW             |
| Domplatz (Karte)                                                         | Kirche           | St. Wigberti | 094 84436          | Baudenkmal                   | Weitere Bilder |
| Gerstenstraße 2 (Karte)                                                  | Wohnhaus         | | 094 84437          | Baudenkmal                   | BW             |
| Gerstenstraße 14 (Karte)                                                 | Wohnhaus         | | 094 84438          | Baudenkmal                   | BW             |
| Gerstenstraße 17 (Karte)                                                 | Wohnhaus         | | 094 84439          | Baudenkmal                   | BW             |
| Gerstenstraße 19 (Karte)                                                 | Wohnhaus         | Trautmann’scher Hof                                                                                             | 094 84440          | Baudenkmal                   | BW             |
| Hospitalweg 2 (Karte)                                                    | Hospital         | | 094 84441          | Baudenkmal                   | BW             |
| Kirchplatz (Karte)                                                       | Kirche           | St. Johannis Baptist                                                                                            | 094 84442          |                              | Weitere Bilder |
| Kirchplatz 1 (Karte)                                                     | Wohnhaus         | | 094 81534          | Baudenkmal                   | BW             |
| Kirchplatz 5 (Karte)                                                     | Pfarrhaus        | | 094 84443          | Baudenkmal                   | Pfarrhaus      |
| Kirchstraße 2 (Karte)                                                    | Ackerbürgerhof   | | 094 81535          | Baudenkmal                   | BW             |
| Kreuzberg (Karte)                                                        | Steinkreuze      | | 094 30037          | Kleindenkmal                 | Weitere Bilder |
| Kreuzberg 1 (Karte)                                                      | Villa            | | 094 30038          | Baudenkmal                   | Weitere Bilder |
| Markt 1 (Karte)                                                          | Wohnhaus         | | 094 30039          | Baudenkmal                   | BW             |
| Markt 7 (Karte)                                                          | Wohnhaus         | | 094 84444          | Baudenkmal                   | BW             |
| Markt 10 (Karte)                                                         | Rathaus          | | 094 30592          | Baudenkmal                   | Weitere Bilder |
| Markt 11 (Karte)                                                         | Wohnhaus         | | 094 84446          | Baudenkmal                   | BW             |
| Markt 12 (Karte)                                                         | Wohnhaus         | | 094 84447          | Baudenkmal                   | BW             |
| Markt 14 (Karte)                                                         | Wohnhaus         | | 094 84448          | Baudenkmal                   | BW             |
| Markt 25, 27, 29 (Karte)                                                 | Häusergruppe     | | 094 84449          | Denkmalbereich               | BW             |
| Querfurter Straße 10 (Karte)                                             | Portal           | | 094 84450          | Baudenkmal                   | BW             |
| Bahnhofstraße 24 (Karte)                                                 | Wohnhaus         | | 094 84451          | Baudenkmal                   | BW             |
| Bahnhofstraße 25 (Karte)                                                 | Wohnhaus         | zum Objekt gehört ein punktförmiger Gegenstand zwei Meter östlich (rechts) des Hauses (vielleicht ein Brunnen?) | 094 84452          | Baudenkmal                   | BW             |
| Schloß circa 1,2 km nordöstlich der Ortslage Allstedt (Karte)            | Burg Allstedt    | Burg | 094 84453          | Baudenkmal                   | Weitere Bilder |
| Schloss, innerhalb der Kernburg der Burg Allstedt                        | Kapelle          | Kapelle | 094 84453 001      | Teilobjekt eines Baudenkmals |                |
| Schloßstraße, östlich gegenüber dem Schloßgasthof (Karte)                | Kriegerdenkmal   | Kriegerdenkmal                                                                                                  | 094 84455          | Baudenkmal                   | BW             |
| Schloßstraße (Karte)                                                     | Vorwerk          | | 094 84454          | Baudenkmal                   | BW             |
| Schloßstraße 13 (Karte)                                                  | Villa            | der Park beiderseits der Zufahrtsstraße gehört zum Baudenkmal dazu                                              | 094 84456          | Baudenkmal                   | BW             |
| Schloßstraße 12C, rechts hinter dem Eberhard-Kannegießer-Stadion (Karte) | Steinkreuz       | |                    | Baudenkmal                   | BW             |
| Stadtmühle (Karte)                                                       | Mühle            | Stadtmühle | 094 84458          | Baudenkmal                   | Weitere Bilder |
| Stadtmühle                                                               | Stadtmauer       | | 094 84457          | Baudenkmal                   | Stadtmauer     |
| Weimarische Straße 5 (Karte)                                             | Gerichtsgebäude  | | 094 84460          | Baudenkmal                   | Weitere Bilder |
| Weimarische Straße 18 (Karte)                                            | Wohnhaus         | | 094 84461          | Baudenkmal                   | BW             |

### Beyernaumburg
| Lage                                                                  | Bezeichnung           | Beschreibung                                                                       | Erfassungs- nummer | Ausweisungsart | Bild           |
| --------------------------------------------------------------------- | --------------------- | ---------------------------------------------------------------------------------- | ------------------ | -------------- | -------------- |
| nördlich der Ortslage                                                 | Gedenkstein           | 2018 als Kleindenkmal ausgewiesen                                                  | 107 40156          | Kleindenkmal   |                |
| Koordinaten fehlen! Hilf mit.                                         | Nagelstein            | 2018 als Kleindenkmal ausgewiesen                                                  | 107 40155          | Kleindenkmal   |                |
| Am Brunseborn 7 (Karte)                                               | Wohnhaus              | Wohnhaus                                                                           | 094 18544          | Baudenkmal     | BW             |
| Am Brunseborn, Schloß Flächen und Abhänge rings um das Schloß (Karte) | Park                  | Park Der zunächst als Denkmalbereich geführte Park, gilt seit 2024 als Baudenkmal. | 094 30066          | Baudenkmal     | Park           |
| Am Kirchplatz (Karte)                                                 | Kirche                | St. Urbani                                                                         | 094 83947          | Baudenkmal     | Weitere Bilder |
| Am Kirchplatz 4 (Karte)                                               | Schule                | Alte Schule                                                                        | 094 83946          | Baudenkmal     | BW             |
| Dorfstraße 15 (Karte)                                                 | Wohnhaus              |                                                                                    | 094 18547          | Baudenkmal     | BW             |
| Dorfstraße 2, 4 (Karte)                                               | Wohnhaus              |                                                                                    | 094 18545          | Baudenkmal     | BW             |
| Dorfstraße 20 (Karte)                                                 | Wohnhaus              |                                                                                    | 094 18548          | Baudenkmal     | BW             |
| Riestedter Straße 1 (Karte)                                           | Bauernhof             |                                                                                    | 094 18549          | Baudenkmal     | BW             |
| Schloss 1, 2, 3, 4, 5, 6, 8, 10 (Karte)                               | Schloss Beyernaumburg | Schloss                                                                            | 094 18550          | Baudenkmal     | Weitere Bilder |
| Sotterhäuser Straße 7 (Karte)                                         | Pfarrhof              | Teil der Häusergruppe ID 094 83944                                                 | 094 83945          | Baudenkmal     | BW             |
| Sotterhäuser Straße 3, 5, 7 (Karte)                                   | Häusergruppe          |                                                                                    | 094 83944          | Denkmalbereich | BW             |
| Steinberg 6 (Karte)                                                   | Bauernhof             |                                                                                    | 094 30582          | Baudenkmal     | Bauernhof      |

### Einsdorf
| Lage                  | Bezeichnung    | Beschreibung        | Erfassungs- nummer | Ausweisungsart | Bild           |
| --------------------- | -------------- | ------------------- | ------------------ | -------------- | -------------- |
| Bäckergasse 35        | Bauernhof      |                     | 094 83683          | Baudenkmal     |                |
| Bäckergasse 39        | Bauernhof      |                     | 094 83684          | Baudenkmal     |                |
| Dorfstraße (Karte)    | Kirche         | St. Petri und Pauli | 094 83686          | Baudenkmal     | Kirche         |
| Dorfstraße (Karte)    | Kriegerdenkmal |                     | 094 83685          | Baudenkmal     | Kriegerdenkmal |
| Dorfstraße 21 (Karte) | Bauernhof      |                     | 094 83687          | Baudenkmal     | Bauernhof      |
| Dorfstraße 22 (Karte) | Bauernhof      |                     | 094 83688          | Baudenkmal     | Bauernhof      |
| Dorfstraße 44         | Bauernhaus     |                     | 094 83689          | Baudenkmal     |                |
| Dorfstraße 46 (Karte) | Bauernhof      |                     | 094 83690          | Baudenkmal     | Bauernhof      |
| Dorfstraße 47 (Karte) | Bauernhof      |                     | 094 83691          | Baudenkmal     | Bauernhof      |
| Dorfstraße 48         | Pfarrhaus      |                     | 094 83692          | Baudenkmal     |                |
| Kobenmühle 1          | Mühle          | Kobenmühle          | 094 83693          | Baudenkmal     |                |
| Teichgasse 22         | Bauernhof      |                     | 094 83694          | Baudenkmal     |                |

### Einzingen
| Lage                                    | Bezeichnung    | Beschreibung | Erfassungs- nummer | Ausweisungsart | Bild           |
| --------------------------------------- | -------------- | ------------ | ------------------ | -------------- | -------------- |
| Alter Schulweg 41, Markt 29, 49 (Karte) | Anger          |              | 094 83579          | Denkmalbereich | Anger          |
| Dorfstraße (Karte)                      | Kirche         |              | 094 83578          | Baudenkmal     | Weitere Bilder |
| Dorfstraße (Karte)                      | Kriegerdenkmal |              | 094 83577          | Baudenkmal     | Kriegerdenkmal |
| Zur Erdachse 8                          | Gasthof        | Zur Erdachse | 094 83580          | Baudenkmal     |                |

### Emseloh
| Lage | Bezeichnung    | Beschreibung                  | Erfassungs- nummer | Ausweisungsart | Bild         |
| --- | -------------- | ----------------------------- | ------------------ | -------------- | ------------ |
| ca. 3 km nördlich der Ortslage im Blankenheimer Forst am oberen Ende der sog. Affen- oder Pfaffenfahrt westlich über dem Taleinschnitt (Karte) | Kirche         | Wüste Kirche                  | 094 30572          | Baudenkmal     | Kirche       |
| ca. 2 km südwestlich der Ortslage | Stollen        | Pferdebahnstollen             | 094 80289          | Baudenkmal     |              |
| ca. 1,5 km südwestlich der Ortslage (Karte) | Gedenkstein    |                               | 094 80290          | Kleindenkmal   | Gedenkstein  |
| Dorfstraße 5 | Wohnhaus       |                               | 094 80299          | Baudenkmal     |              |
| Eislebener Straße (Karte) | Gasthof        | „Zum Mohr“                    | 094 80293          | Baudenkmal     | Gasthof      |
| Eislebener Straße südlich der B 80 (Karte) | Park           | Gutspark                      | 094 80292          | Baudenkmal     | Park         |
| Eislebener Straße (Karte) | Distanzstein   | Preußischer Ganzmeilenobelisk | 094 80308          | Kleindenkmal   | Distanzstein |
| Eislebener Straße 1 | Rittergut      | Rittergut Kaltenborn          | 094 80291          | Denkmalbereich |              |
| Pfarrgasse (Karte) | Friedhof       |                               | 094 83953          | Baudenkmal     | BW           |
| Pfarrgasse (Karte) | Kirche         | Unserer Lieben Frau           | 094 80304          | Baudenkmal     | BW           |
| Pfarrgasse | Kriegerdenkmal |                               | 094 80306          | Baudenkmal     |              |
| Pfarrgasse auf dem Friedhof | Kriegerdenkmal |                               | 094 83952          | Baudenkmal     |              |
| Pfarrgasse 4 | Pfarrhaus      |                               | 094 80303          | Baudenkmal     |              |

### Holdenstedt
| Lage                   | Bezeichnung                | Beschreibung                                 | Erfassungs- nummer | Ausweisungsart | Bild   |
| ---------------------- | -------------------------- | -------------------------------------------- | ------------------ | -------------- | ------ |
| Gartenstraße 6 (Karte) | Rathaus Holdenstedt        | Rathaus                                      | 094 83778          | Baudenkmal     | BW     |
| Gartenstraße 28        | Wohnhaus                   |                                              | 094 83779          | Baudenkmal     |        |
| Kirchplatz (Karte)     | Kirche                     | St. Petri et Pauli                           | 094 83782          | Baudenkmal     | Kirche |
| Kirchplatz (Karte)     | Pfarrhof                   |                                              | 094 83783          | Baudenkmal     | BW     |
| Kirchplatz 7           | Wohnhaus                   |                                              | 094 83784          | Baudenkmal     |        |
| Lindenstraße (Karte)   | Kriegerdenkmal Holdenstedt | Kriegerdenkmal                               | 094 83780          | Baudenkmal     | BW     |
| Lindenstraße (Karte)   | Gedenkstein                |                                              | 094 83781          | Kleindenkmal   | BW     |
| Lindenstraße           | Bauernstein                | Bauernstein 2022 als Baudenkmal ausgewiesen. | 094 18898          | Kleindenkmal   |        |

### Katharinenrieth
| Lage                                             | Bezeichnung   | Beschreibung  | Erfassungs- nummer | Ausweisungsart | Bild   |
| ------------------------------------------------ | ------------- | ------------- | ------------------ | -------------- | ------ |
| Koordinaten fehlen! Hilf mit.                    | Ortsgrundriss |               | 094 83572          | Baudenkmal     |        |
| Dorfstraße (Karte)                               | Kirche        | St. Katharina | 094 83574          | Baudenkmal     | Kirche |
| Dorfstraße südlich des Pfarrhauses in Grünanlage | Gedenkstein   |               | 094 83573          | Kleindenkmal   |        |
| Dorfstraße 1                                     | Bauernhof     |               | 094 83575          | Baudenkmal     |        |
| Dorfstraße 8 (Karte)                             | Pfarrhaus     |               | 094 83576          | Baudenkmal     | BW     |

### Klosternaundorf
| Lage             | Bezeichnung | Beschreibung | Erfassungs- nummer | Ausweisungsart | Bild   |
| ---------------- | ----------- | ------------ | ------------------ | -------------- | ------ |
| Dorfstraße 5, 11 | Domäne      |              | 094 84530          | Baudenkmal     | Domäne |

### Liedersdorf
| Lage                      | Bezeichnung | Beschreibung   | Erfassungs- nummer | Ausweisungsart | Bild           |
| ------------------------- | ----------- | -------------- | ------------------ | -------------- | -------------- |
| Am Hechlerbrunnen (Karte) | Brunnen     | Hechlerbrunnen | 094 84348          | Baudenkmal     | Weitere Bilder |
| Am Hechlerbrunnen 9       | Gutshof     |                | 094 84349          | Baudenkmal     |                |
| Anger (Karte)             | Kirche      | St. Cyriakus   | 094 84347          | Baudenkmal     | Kirche         |

### Mittelhausen
| Lage                  | Bezeichnung    | Beschreibung | Erfassungs- nummer | Ausweisungsart | Bild     |
| --------------------- | -------------- | ------------ | ------------------ | -------------- | -------- |
| Dorfstraße            | Kriegerdenkmal |              | 094 84253          | Baudenkmal     |          |
| Dorfstraße 12         | Inschrifttafel |              | 094 84252          | Baudenkmal     |          |
| Kaltes Tor 75 (Karte) | Gasthaus       | Ratskeller   | 094 84257          | Baudenkmal     | Gasthaus |
| Kirchgasse (Karte)    | Kirche         | St. Cyriakus | 094 84258          | Baudenkmal     | Kirche   |
| Plangasse 18          | Herrenhaus     |              | 094 84256          | Baudenkmal     |          |

### Niederröblingen (Helme)
| Lage                           | Bezeichnung    | Beschreibung                       | Erfassungs- nummer | Ausweisungsart | Bild |
| ------------------------------ | -------------- | ---------------------------------- | ------------------ | -------------- | ---- |
| Koordinaten fehlen! Hilf mit.  | Halde          | Halde 2021 als Denkmal ausgewiesen | 094 18850          | Baudenkmal     |      |
| Bäckerplatz 96                 | Scheune        |                                    | 094 83558          | Baudenkmal     |      |
| Dorfstraße 10                  | Gutshaus       |                                    | 094 81532          | Baudenkmal     |      |
| Herrengasse 37, 38             | Häusergruppe   |                                    | 094 83555          | Denkmalbereich |      |
| Kirchplatz (Karte)             | Kirche         |                                    | 094 83552          | Baudenkmal     | BW   |
| Kirchplatz                     | Kriegerdenkmal |                                    | 094 83554          | Baudenkmal     |      |
| Kirchplatz 11, 12, 14, 15      | Platz          |                                    | 094 83553          | Denkmalbereich |      |
| Kirchplatz 15, Schulstraße 147 | Pfarrhof       |                                    | 094 83550          | Baudenkmal     |      |
| Mühlengasse 8                  | Mühle          | Alte Mühle                         | 094 83551          | Baudenkmal     |      |
| Schafsgasse 67                 | Wohnhaus       |                                    | 094 83557          | Baudenkmal     |      |
| Schlag 52                      | Scheune        |                                    | 094 83556          | Baudenkmal     |      |
| Steinweg 104                   | Scheune        |                                    | 094 83559          | Baudenkmal     |      |
| Steinweg 97                    | Wohnhaus       |                                    | 094 81531          | Baudenkmal     |      |
| x                              | Gutshof        |                                    | 094 81530          | Baudenkmal     |      |

### Nienstedt
| Lage                                                   | Bezeichnung    | Beschreibung               | Erfassungs- nummer | Ausweisungsart | Bild           |
| ------------------------------------------------------ | -------------- | -------------------------- | ------------------ | -------------- | -------------- |
| 51.434182 (Karte)                                      | Bergwerk       | Bernhard-Koenen-Schacht II | 094 30487          | Baudenkmal     | Weitere Bilder |
| Dorfstraße auf Hügel über dem Ort (Karte)              | Kirche         | St. Laurentii              | 094 84175          | Baudenkmal     | Weitere Bilder |
| Dorfstraße unterhalb der Kirche im Grünbereich (Karte) | Kriegerdenkmal |                            | 094 84176          | Baudenkmal     | Kriegerdenkmal |
| Dorfstraße vor Nr. 46                                  | Nagelstein     |                            | 094 05759          | Kleindenkmal   | Nagelstein     |
| Dorfstraße 27                                          | Bauernhaus     |                            | 094 84178          | Baudenkmal     |                |
| Dorfstraße 58                                          | Scheune        |                            | 094 05722          | Baudenkmal     |                |
| Dorfstraße 6, 7                                        | Häusergruppe   |                            | 094 30588          | Denkmalbereich |                |
| Dorfstraße 61                                          | Scheune        |                            | 094 05743          | Baudenkmal     |                |
| Dorfstraße 66                                          | Bauernhaus     |                            | 094 05758          | Baudenkmal     |                |

### Othal
| Lage                                               | Bezeichnung | Beschreibung | Erfassungs- nummer | Ausweisungsart | Bild    |
| -------------------------------------------------- | ----------- | ------------ | ------------------ | -------------- | ------- |
| Häuserreihe, Hof, Sangerhäuser Straße 6, 8 (Karte) | Gutshof     |              | 094 98115          | Baudenkmal     | Gutshof |

### Pölsfeld
| Lage                                                   | Bezeichnung         | Beschreibung | Erfassungs- nummer | Ausweisungsart | Bild           |
| ------------------------------------------------------ | ------------------- | ------------ | ------------------ | -------------- | -------------- |
| Heidenweg 111 südöstlich des Dorfes auf Anhöhe (Karte) | Mühle               |              | 094 30590          | Baudenkmal     | Weitere Bilder |
| Oberdorf 112                                           | Bauernhof           |              | 094 83313          | Baudenkmal     |                |
| Schulgasse (Karte)                                     | Sankt-Moritz-Kirche | Kirche       | 094 83942          | Baudenkmal     | Weitere Bilder |
| Schulplatz (Karte)                                     | Gedenkstein         |              | 094 83410          | Kleindenkmal   | Gedenkstein    |

### Sotterhausen
| Lage                                                                 | Bezeichnung    | Beschreibung | Erfassungs- nummer | Ausweisungsart | Bild           |
| -------------------------------------------------------------------- | -------------- | ------------ | ------------------ | -------------- | -------------- |
| ca. 400 m westlich vom Ort, südlich des Weges nach Einzingen (Karte) | Gedenkstein    |              | 094 18738          | Kleindenkmal   | Gedenkstein    |
| Dorfplatz 5                                                          | Gasthof        |              | 094 18740          | Baudenkmal     |                |
| Dorfstraße (Karte)                                                   | Kirche         | St. Georgii  | 094 18741          | Baudenkmal     | BW             |
| Dorfstraße (Karte)                                                   | Kriegerdenkmal |              | 094 18739          | Baudenkmal     | Kriegerdenkmal |
| Mitteldorf 15                                                        | Wohnhaus       |              | 094 18742          | Baudenkmal     |                |

### Winkel
| Lage                                    | Bezeichnung    | Beschreibung | Erfassungs- nummer | Ausweisungsart | Bild           |
| --------------------------------------- | -------------- | ------------ | ------------------ | -------------- | -------------- |
| südöstlich der Ortslage (Karte)         | Wegweiser      |              | 094 83777          | Kleindenkmal   | Weitere Bilder |
| An der Kirche (Karte)                   | Kirche         | St. Andreas  | 094 83773          | Baudenkmal     | Kirche         |
| An der Kirche (Karte)                   | Spritzenhaus   |              | 094 83770          | Baudenkmal     | Spritzenhaus   |
| An der Kirche 90, 90a, 90b, 90c (Karte) | Gutshof        |              | 094 83772          | Baudenkmal     | Gutshof        |
| An der Kirche 91                        | Bauernhof      |              | 094 83769          | Baudenkmal     |                |
| An der Kirche 91, 92, 93                | Straßenzug     |              | 094 83767          | Denkmalbereich |                |
| An der Kirche 93                        | Bauernhof      |              | 094 83768          | Baudenkmal     |                |
| Hauptstraße (Karte)                     | Kriegerdenkmal |              | 094 83775          | Baudenkmal     | Kriegerdenkmal |
| Hauptstraße 4 (Karte)                   | Rathaus        |              | 094 83774          | Baudenkmal     | Rathaus        |
| Hauptstraße 18                          | Wohnhaus       |              | 094 83776          | Baudenkmal     |                |
| Hauptstraße 94                          | Pfarrhaus      |              | 094 83765          | Baudenkmal     |                |
| Hauptstraße 95                          | Forsthaus      |              | 094 83766          | Baudenkmal     |                |
| Ringstraße 82/83 (Karte)                | Wohnhaus       |              | 094 83771          | Baudenkmal     | Wohnhaus       |

### Wolferstedt
| Lage                   | Bezeichnung    | Beschreibung | Erfassungs- nummer | Ausweisungsart | Bild      |
| ---------------------- | -------------- | ------------ | ------------------ | -------------- | --------- |
| Dorfstraße (Karte)     | Kirche         | St. Veit     | 094 08030          | Baudenkmal     | Kirche    |
| Dorfstraße 100 (Karte) | Wohnhaus       |              | 094 08036          | Baudenkmal     | Wohnhaus  |
| Dorfstraße 183         | Pfarrhaus      |              | 094 08031          | Baudenkmal     |           |
| Dorfstraße 184         | Wohnhaus       |              | 094 08034          | Baudenkmal     |           |
| Dorfstraße 99 (Karte)  | Bauernhof      |              | 094 08035          | Baudenkmal     | Bauernhof |
| Hauptstraße            | Kriegerdenkmal |              | 094 08040          | Baudenkmal     |           |

## Ehemalige Kulturdenkmale nach Ortsteilen
Die nachfolgenden Objekte waren ursprünglich ebenfalls denkmalgeschützt oder wurden in der Literatur als Kulturdenkmale geführt. Die Denkmale bestehen heute jedoch nicht mehr, ihre Unterschutzstellung wurde aufgehoben oder sie werden nicht mehr als Denkmale betrachtet.

### Beyernaumburg
| Lage                                               | Bezeichnung | Beschreibung | Erfassungs- nummer | Ausweisungsart | Bild |
| -------------------------------------------------- | ----------- | --- | ------------------ | -------------- | ---- |
| Alte Dorfstraße 10 (ehemals Dorfstraße 10) (Karte) | Bauernhaus  | zweigeschossiges Bauernhaus mit massivem Erdgeschoss und Fachwerkobergeschoss, vermutlich vom Ende 18. Jahrhundert, Sicherungsabbruch angeordnet, im Jahr 2017 aus dem Denkmalverzeichnis ausgetragen | 094 18546          | Baudenkmal     | BW   |

### Liedersdorf
| Lage           | Bezeichnung | Beschreibung | Erfassungs- nummer | Ausweisungsart | Bild |
| -------------- | ----------- | ------------ | ------------------ | -------------- | ---- |
| Hauptstraße 15 | Gasthof     |              | 094 84350          | Baudenkmal     |      |

### Pölsfeld
| Lage             | Bezeichnung      | Beschreibung                                                                                               | Erfassungs- nummer | Ausweisungsart | Bild |
| ---------------- | ---------------- | --- | ------------------ | -------------- | ---- |
| Annaröder Straße | Haldenlandschaft | Im Jahr 2018 wurde das Denkmal nach einer ungenehmigten Zerstörung aus dem Denkmalverzeichnis ausgetragen. | 107 40154          |                |      |

## Legende
In den Spalten befinden sich folgende Informationen:
- Lage: Nennt den Straßennamen und wenn vorhanden die Hausnummer des Kulturdenkmals. Die Grundsortierung der Liste erfolgt nach dieser Adresse. Der Link „Karte“ führt zu verschiedenen Kartendarstellungen und nennt die geographischen Koordinaten.
Link zu einem Kartenansichtstool, um Koordinaten zu setzen. In der Kartenansicht sind Baudenkmale ohne Koordinaten mit einem roten bzw. orangen Marker dargestellt und können in der Karte gesetzt werden. Baudenkmale ohne Bild sind mit einem blauen bzw. roten Marker gekennzeichnet, Baudenkmale mit Bild mit einem grünen bzw. orangen Marker.
- Offizielle Bezeichnung: Nennt den Namen, die Bezeichnung oder zumindest die Art des Kulturdenkmals und verlinkt, soweit vorhanden, auf den Artikel zum Objekt.
- Beschreibung: Nennt bauliche und geschichtliche Einzelheiten des Kulturdenkmals, vorzugsweise die Denkmaleigenschaften.
- Erfassungsnummer: Für jedes Kulturdenkmal wird in Sachsen-Anhalt eine 20stellige Erfassungsnummer vergeben. Die letzten zwölf Ziffern werden für die Untergliederung nach Teilobjekten genutzt und werden nur angegeben, soweit vergeben. In dieser Spalte kann sich folgendes Icon  befinden, dies führt zu Angaben zu diesem Baudenkmal bei Wikidata.
- Ausweisungsart: Die Einordnung des Denkmales nach § 2 Abs. 2 DenkmSchG LSA
- Bild: Ein Bild des Denkmales, und gegebenenfalls einen Link zu weiteren Fotos des Kulturdenkmals im Medienarchiv Wikimedia Commons. Wenn man auf das Kamerasymbol klickt, können Fotos zu Kulturdenkmalen aus dieser Liste hochgeladen werden: